# Gnathium eremicola
Gnathium eremicola es una especie de coleóptero de la familia Meloidae.

## Distribución geográfica
Habita en Estados Unidos.